# Semaeomyia eximia
Semaeomyia eximia är en stekelart som först beskrevs av Theodore Henry Frison 1922.  Semaeomyia eximia ingår i släktet Semaeomyia och familjen hungersteklar. Inga underarter finns listade i Catalogue of Life.